# Missing Persons (musikgrupp)
Missing Persons är en amerikansk musikgrupp grundad 1980 i Los Angeles av gitarristen Warren Cuccurullo, trumslagaren Terry Bozzio och dennes dåvarande hustru, sångerskan Dale Bozzio. Gemensamt för dem, och flera senare tillkommande medlemmar, var att de tidigare medverkat i Frank Zappas band. 
Gruppen splittrades 1986 efter att ha gett ut en EP och tre fullängdsalbum. Flera återföreningar med olika medlemmar har förekommit under 2000-talet.

## Medlemmar
Nuvarande medlemmar
- Dale Bozzio – sång (1980–1986, 2001, 2002–2003, 2009, 2011–)
- Fred Bensi – keyboard, synthesiser (2011–)
- Karl D'Amico – gitarr (2015–)
- Prescott Niles – basgitarr (2011–)
- Andy Sanesi – trummor (2011–)

Tidigare medlemmar
- Terry Bozzio – trummor, percussion, keyboard, synthesiser, gitarr, sång (1980–1986, 2001)
- Warren Cuccurullo – gitarr, sång (1980–1986, 2001, 2002–2003, 2009, 2011)
- Patrick O'Hearn – basgitarr, synthesiser (1981–1986)
- Chuck Wild – keyboard, synthesiser (1981–1985)
- Ron Poster – keyboard, synthesiser (2001, 2002–2003)
- Wes Wehmiller – basgitarr (2001, 2002–2003)
- Jake Hayden – trummor (2001)
- Joe Travers – trummor (2002–2003, 2009)
- Scheila Gonzalez – keyboard, synthesiser, saxofon (2009)
- Doug Lunn – basgitarr (2009)
- Patrick Bolen – gitarr (2011–2016)

## Diskografi (urval)
Studioalbum
- 1982 – Spring Session M
- 1984 – Rhyme & Reason
- 1986 – Color in Your Life
- 2014 – Missing in Action

EP
- 1982 – Missing Persons

Livealbum
- 1997 – Late Nights Early Days
- 2008 – Live from the Danger Zone!